# Федерална служба безбједности
Федерална служба безбједности (ФСБ; рус. Федеральная служба безопасности, ФСБ), званично Федерална служба безбједности Руске Федерације (ФСБ РФ; рус. Федеральная служба безопасности Российской Федерации, ФСБ РФ), федерални је орган извршне власти Русије, обавјештајна служба која, у граница својих овлашћења, врши послове одржавања безбједности Руске Федерације.
ФСБ има право на вођење прелиминарних истрага и испитивања, као и на истражне и обавјештајне дјелатности. Обезбјеђује војну, полицијску и федералну цивилну јавну службу. Заштита се односи на државне милитаризиране организације које имају право на набавку бојног, ручног, малокалибарског и другог оружја.
Федералном службом безбједности управља Предсједник Руске Федерације.